# Olenecamptus strigosus
Olenecamptus strigosus là một loài bọ cánh cứng trong họ Cerambycidae.